# Oscar Calics
Oscar Oswaldo Calics (Buenos Aires, 18 de noviembre de 1939) es un exjugador argentino de fútbol. Su posición era la defensa.

## Biografía
Inicia su carrera en Banfield, en 1958, donde consigue el ascenso a primera división en 1962. En 1966 pasa a San Lorenzo, donde es convocado a la selección argentina para el mundial de Inglaterra 1966. En 1968 consigue el título del Torneo Metropolitano con San Lorenzo, con el equipo conocido como Los Matadores. En 1970 es contratado por el presidente del Atlético Nacional, Hernán Botero, para jugar en ese equipo colombiano. Llega junto con Raúl Navarro y Tito Gómez, solo para jugar un torneo amistoso, pero se queda hasta 1973, donde consigue el título del torneo local.

### Selección nacional
Ha sido internacional con la selección de fútbol de Argentina.

## Clubes

### Como jugador
| Club              | País      | Año       |
| ----------------- | --------- | --------- |
| Banfield          | Argentina | 1957-1965 |
| San Lorenzo       | Argentina | 1966-1970 |
| Atlético Nacional | Colombia  | 1971-1973 |

### Como técnico
| Club           | País      | Año  |
| -------------- | --------- | ---- |
| San Lorenzo    | Argentina | 1977 |
| Talleres (RdE) | Argentina | 1985 |

## Palmarés

### Campeonatos nacionales
| Título           | Club                   | País      | Año    |
| ---------------- | ---------------------- | --------- | ------ |
| Primera B        | Banfield               | Argentina | 1962   |
| Primera División | San Lorenzo de Almagro | Argentina | M-1968 |
| Primera A        | Atlético Nacional      | Colombia  | 1973   |